# Estenosi esofàgica
L'estenosi esofàgica benigna o estenosi pèptica és un estrenyiment de l'esòfag que causa dificultat per empassar.

## Signes i símptomes
Els símptomes més comuns són cremor, gust amarg o àcid a la boca, ofegament, tos, manca d'aire o eructes freqüents, dolor o dificultat per empassar, vòmits amb sang o pèrdua de pes.

## Causes
Pot ser causada o estar associada amb una malaltia per reflux gastroesofàgic, esofagitis, un esfínter esofàgic inferior disfuncional, motilitat desordenada o una hèrnia hiatal. Les estructures poden formar-se després d'una cirurgia esofàgica o degut altres tractaments, com la teràpia amb làser o la teràpia fotodinàmica. Quan l'àrea es guareix es forma una cicatriu, provocant que el teixit s'estrenyi, provocant dificultats per empassar.

## Diagnosi
Es pot diagnosticar amb una radiografia mentre el pacient s'empassa bari (anomenat estudi de bari de l'esòfag), mitjançant una exploració amb tomografia computada, una biòpsia o una endoscòpia

## Tractament
Si és causada per esofagitis, al seu torn causada per una infecció subjacent, es sol tractar tractant només la infecció (normalment amb antibiòtics). Per tal d'obrir l'estretament, un cirurgià pot inserir un bugia, un tub que s'utilitza per dilatar les zones estretes de l'esòfag. De vegades es pot tractar amb altres medicaments. Per exemple, un antagonista H₂ (per exemple, ranitidina) o un inhibidor de la bomba de protons (per exemple, omeprazole) poden tractar la malaltia de reflux d'àcid subjacent.

## Epidemiologia
La malaltia per reflux gastroesofàgic (MRGE) afecta aproximadament el 40% dels adults. Entre el 7 i 23% dels pacients amb MRGE pateixen estenosi esofàgica que no es tracta.